# Wilhelm Schmidt (Historiker)
Wilhelm Schmidt (* 28. Mai 1817 in Olmütz, Mähren; † 30. Mai 1901 Suczawa, Bukowina) war ein österreichisch-ungarischer Historiker, der sich später in Suceava (deutsch Suczawa) niederließ. Er spezialisierte sich auf die Geschichte der Stadt Suceava.

## Leben
Schmidt war der Sohn eines Offiziers. An der Universität Lemberg studierte er Geschichte, Germanistik, Geografie und klassische Philologie. Seine Studien setzte er 1856 an der Universität Wien fort. Die erste berufliche Station Schmidts als Lehrer war 1848 das Staatsgymnasium in Bochnia, gefolgt 1854 vom katholischen Staatsgymnasium in Hermannstadt (Sibiu). Als zum Schuljahr 1868/69 neue Sprachenverordnungen eingeführt wurden, wurde er 1868 zunächst an das Obergymnasium in Czernowitz und 1867 an das Griechisch-orientalische Gymnasium in Suczawa versetzt. 1870/71 unterrichtete er am Staatsreal- und Obergymnasium in Freistadt  (Oberösterreich), von wo er 1871 an das Gymnasium Iglau (Jihlava) berufen wurde. Dort wurde er 1872/73 beurlaubt und ging im November 1873 in den Ruhestand, den er in Suczawa verbrachte.

## Werk
Schmidts bedeutendstes Werk war die Geschichte der Stadt Suczawa mit dem Titel Suczawa’s historische Denkwürdigkeiten von der ersten historischen Kenntnis, bis zur Verbindung der Bukowina mit Oesterreich. Den literarischen Band veröffentlichte er 1876 in Czernowitz. Sein Werk widmete er dem Rat von der Stadt Suczawa und deren „fortschrittsfreundlicher Bürgerschaft“, den Reinerlös bestimmte er zur Gründung eines Stipendiums für ein Kind der Stadt.
Bereits in den Jahren als Lehrer in Bochnia hatte er sich mit historischen Forschungen beschäftigt. In den Jahren 1854 bis 1868 in Hermannstadt veröffentlichte er dort in den Publikationen der siebenbürgisch-sächsischen Geschichtswissenschaft. 1866 erschien bei A. Schmiedicke in Hermannstadt Das Jahr und seine Tage in Meinung und Brauch der Romänen Siebenbürgens. Ein Beitrag zur Kenntniss des Volksmythus.
In Suczawa forschte er zur Geschichte der Moldau und Bukowina. Als erster Historiker befasste er sich wissenschaftlich mit der Geschichte der Moldau. Zwar konnte er sein geplantes umfassendes Werk darüber nicht vollenden, legte aber mit den auf gründlichem Quellenstudium basierenden Arbeiten die Grundlage für weitere Forschungen.

## Schriften (Auswahl)
- Das Jahr und seine Tage in Meinung und Brauch der Romänen Siebenbürgens. Ein Beitrag zur Kenntniss des Volksmythus. A. Schmiedicke, Hermannstadt 1866

- Suczawa’s historische Denkwürdigkeiten von der ersten historischen Kenntnis, bis zur Verbindung der Bukowina mit Oesterreich. Selbstverlag, Czernowitz 1876 (PDF; 22 MB)